# Volksabstimmungen in der Schweiz 1882
Dieser Artikel bietet eine Übersicht der Volksabstimmungen in der Schweiz im Jahr 1882.
In der Schweiz fanden auf Bundesebene drei Volksabstimmungen statt, im Rahmen zweier Urnengänge am 30. Juli und 26. November. Es handelte sich dabei um zwei fakultative Referenden und ein obligatorisches Referendum.

## Abstimmungen am 30. Juli 1882

### Ergebnisse
| Nr. | Vorlage                                                              | Art | Stimm- berechtigte | Abgegebene Stimmen | Beteiligung | Gültige Stimmen | Ja      | Nein    | Ja-Anteil | Nein-Anteil | Stände | Ergebnis |
| --- | -------------------------------------------------------------------- | --- | ------------------ | ------------------ | ----------- | --------------- | ------- | ------- | --------- | ----------- | ------ | -------- |
| 23  | Bundesbeschluss betreffend den Erfindungsschutz                      | OR  | 635'249            | k. A.              | k. A.       | 298'274         | 141'616 | 156'658 | 47,48 %   | 52,52 %     | 7½:14½ | nein     |
| 24  | Bundesgesetz betreffend Massnahmen gegen gemeingefährliche Epidemien | FR  | 635'249            | k. A.              | k. A.       | 322'367         | 068'027 | 254'340 | 21,10 %   | 78,90 %     | –      | nein     |

### Erfindungsschutz
1874 hatte der Bund im Rahmen der Totalrevision der Bundesverfassung das Recht erhalten, den Schutz des künstlerischen und literarischen Eigentums gesetzlich zu regeln. Ab 1877 führte der Bundesrat umfangreiche Abklärungen über die Einführung von Erfindungspatenten für Industrie und Landwirtschaft durch und kam 1881 zum Schluss, dass die bestehenden Verfassungsgrundlagen nicht ausreichen. Das Parlament beschloss daraufhin einen neuen Artikel 64bis der Bundesverfassung, der dem Bund die Kompetenz zur Gesetzgebung über den Schutz der Erfindungen auf den Gebieten der Industrie und der Landwirtschaft sowie über den Schutz der Muster und Modelle erteilen sollte. Vertreter der chemischen Industrie sprachen sich gegen den Erfindungsschutz aus und machten besondere Schwierigkeiten bei der Patentierung chemischer Reaktionen und Produkte geltend. Ausserdem würde der Patentschutz Grosskapitalisten bevorzugen. Ihnen gegenüber stand eine breite Allianz von Wirtschaftsverbänden (allen voran die Stickereiindustrie), da der internationale Handel immer wichtiger werde. Die Parteien zeigten kein besonderes Engagement für oder gegen die Vorlage. So wurde sie relativ knapp von Volk und Ständen abgelehnt, wobei sich ein teils ausgeprägtes Gefälle zwischen Stadt und Land zeigte. Rückblickend vermutete der Bundesrat, die Vorlage habe unter der Abneigung gegen das gleichzeitig vorgelegte Epidemiengesetz gelitten.

### Massnahmen gegen Epidemien
Im Dezember 1879 legte der Bundesrat dem Parlament seinen Entwurf eines «Bundesgesetzes betreffend Massnahmen gegen gemeingefährliche Epidemien» vor, mit dem insbesondere die Pocken, die Cholera, das Fleckfieber und die Pest bekämpft werden sollten. Impfgegner und die Katholisch-Konservativen brachten mit Erfolg das Referendum zustande. Sie störten sich vor allem an der in Artikel 13 festzuschreibenden Impfpflicht bei Pocken, obwohl diese in den meisten Kantonen bereits eingeführt worden war und das Gesetz weitgehend den kantonalen Impfordnungen entsprach. Der Bundesrat, die Freisinnigen und die schweizerische Ärztekommission versuchten die Bevölkerung über Zeitungsartikel, Versammlungen und Broschüren von der Notwendigkeit des Epidemiengesetzes zu überzeugen. Die Gegner stellten sich auf den Standpunkt, der Pockenimpfstoff sei schädlich und verfehle die angepriesene Wirkung. Ausserdem werde versucht, mit einer «neuen bundesstaatlichen Zwängerei» in die Belange der Kantone «hineinzuregieren». Mehr als drei Viertel der Stimmberechtigten lehnten das Gesetz ab, eine Mehrheit gab es nur im Kanton Neuenburg. Ein Epidemiengesetz ohne Impfpflicht trat 1887 in Kraft.

## Abstimmung am 26. November

### Ergebnis
| Nr. | Vorlage                                                                                            | Art | Stimm- berechtigte | Abgegebene Stimmen | Beteiligung | Gültige Stimmen | Ja      | Nein    | Ja-Anteil | Nein-Anteil | Stände | Ergebnis |
| --- | -------------------------------------------------------------------------------------------------- | --- | ------------------ | ------------------ | ----------- | --------------- | ------- | ------- | --------- | ----------- | ------ | -------- |
| 25  | Bundesbeschluss betreffend die Vollziehung des Artikels 27 der Bundesverfassung (Unterrichtswesen) | FR  | 648'000            | k. A.              | k. A.       | 490'149         | 172'010 | 318'139 | 35,09 %   | 64,91 %     | –      | nein     |

### Artikel 27 der Bundesverfassung («Schulvogt»)
Artikel 27 der Bundesverfassung gab dem Bund die Kompetenz, die Aufsicht über das kantonal geregelte Schulwesen auszuüben, wenn auch mit Einschränkungen. Der Bundesrat interpretierte dies so, dass er den Zustand der Primarschulen in den Kantonen kontrollieren müsse. Hingegen befand die Mehrheit der Kantone, dass ein Bundesgesetz unnötig sei und die festgelegten Ziele (Unentgeltlichkeit des Unterrichts, keine Beeinträchtigung der Glaubens- und Gewissensfreiheit) auch ohne Einmischung des Bundes durchgesetzt werden könnten. Aus diesem Grund wollte sich der Bundesrat zunächst darauf beschränken, sich mithilfe statistischer Daten einen allgemeinen Überblick zu verschaffen. Zu diesem Zweck sollte im Departement des Innern die Stelle eines Erziehungssekretärs geschaffen werden. Selbst diese entschärfte Vorlage rief den Widerstand konservativer Kreise hervor, die einen Angriff auf konfessionelle Schulen witterten. Der Eidgenössische Verein brachte in kurzer Zeit ein Referendum gegen den «Schulvogt» zustande. Angesichts des Kulturkampfes stand die emotional geführte Debatte ganz im Zeichen religiöser und föderalistischer Abwehrreflexe gegen den Bund. Die Gegner der Vorlage beschworen die «totale Entchristlichung der Volksschule» herauf und warfen dem Bundesrat vor, die vermeintlich harmlose Vorlage sei der erste Schritt, um eine «Saat des Unfriedens und des Hasses auf das Schweizervolk zu schütten». Hingegen drangen die Befürworter mit ihren Argumenten kaum durch und erlitten eine deutliche Niederlage.